# Thüringer Warte
Die Thüringer Warte ist ein 26,5 Meter hoher Aussichtsturm auf dem 678 m ü. NHN hohen Ratzenberg in der Nähe des Gemeindeteils Lauenstein der im nordbayerischen Landkreis Kronach gelegenen Stadt Ludwigsstadt.

## Geographische Lage
Der Turm steht auf dem zum Thüringer Schiefergebirge gehörenden Ratzenberg, in der Nähe der im Norden des oberfränkischen Landkreises Kronach gelegenen Stadt Ludwigsstadt. Die Landesgrenze zwischen den beiden deutschen Bundesländern Bayern und Thüringen verläuft nur etwa 200 Meter vom Turm entfernt. Der ehemalige innerdeutsche Grenzstreifen ist in diesem Bereich noch gut erkennbar.
Folgende Berge und Gemeinden sind von der Thüringer Warte aus zu sehen:
- Kirchberg (785 m) bei Oberweißbach mit Fröbelturm
- Gräfenthal (420 m)
- Hoenkuppe (720 m) bei Lichtenhain
- Leuchtenburg (392 m) bei Seitenroda
- Ludwigsstadt (581 m)
- Neuhaus am Rennweg (830 m)
- Probstzella (465 m)
- Rauhhügel (802 m) mit dem Leipziger Turm
- Reichmannsdorf (682 m)
- Schmiedefeld (750 m)
- Saalfeld/Saale (Hoheneiche, Kleingeschwenda)
- Thüringer Oberland mit dem Hohenwarte-Stausee
- Wetzstein (793 m) bei Lehesten mit Altvaterturm

## Geschichte

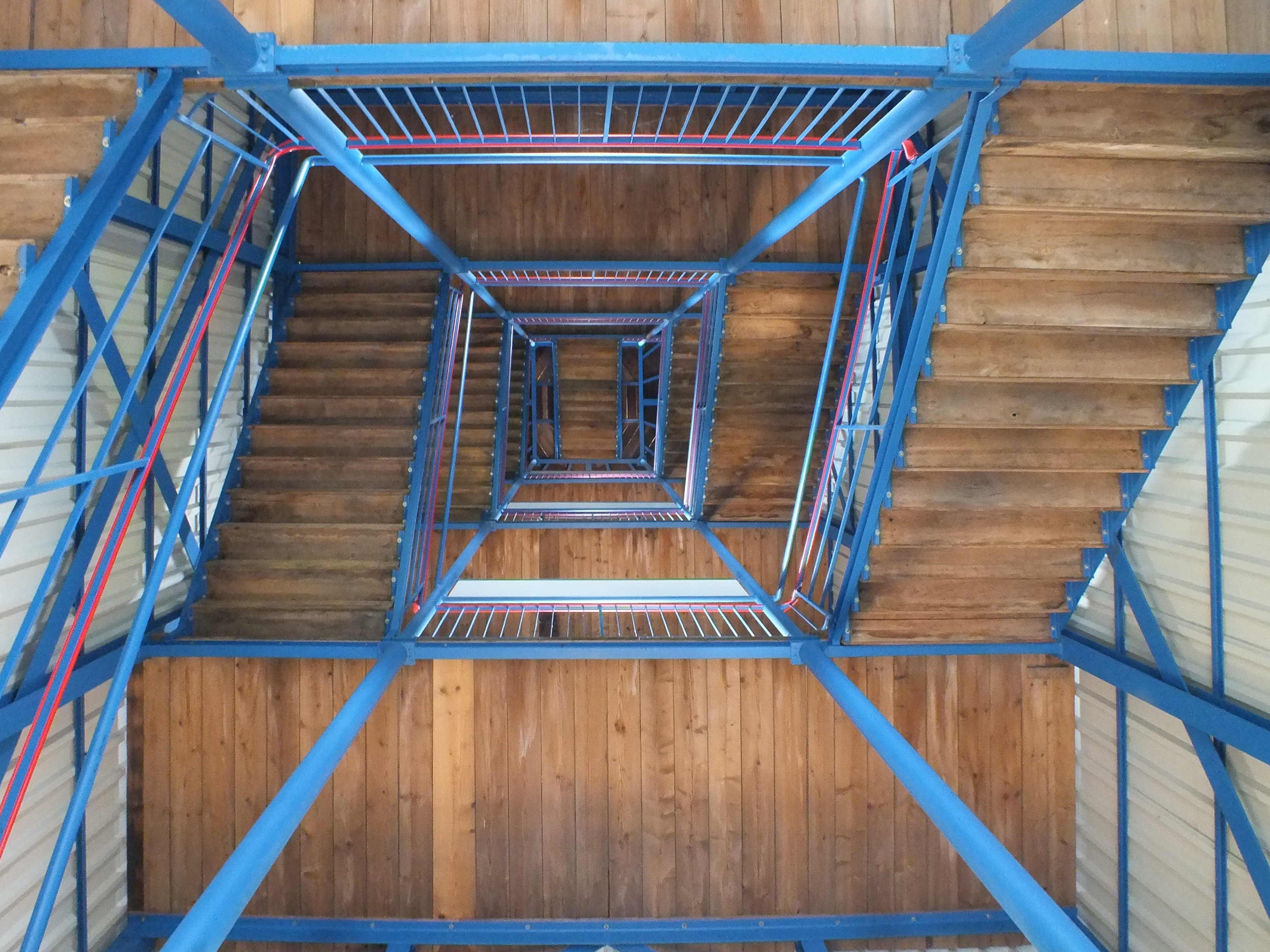
Inneres – Blick nach oben

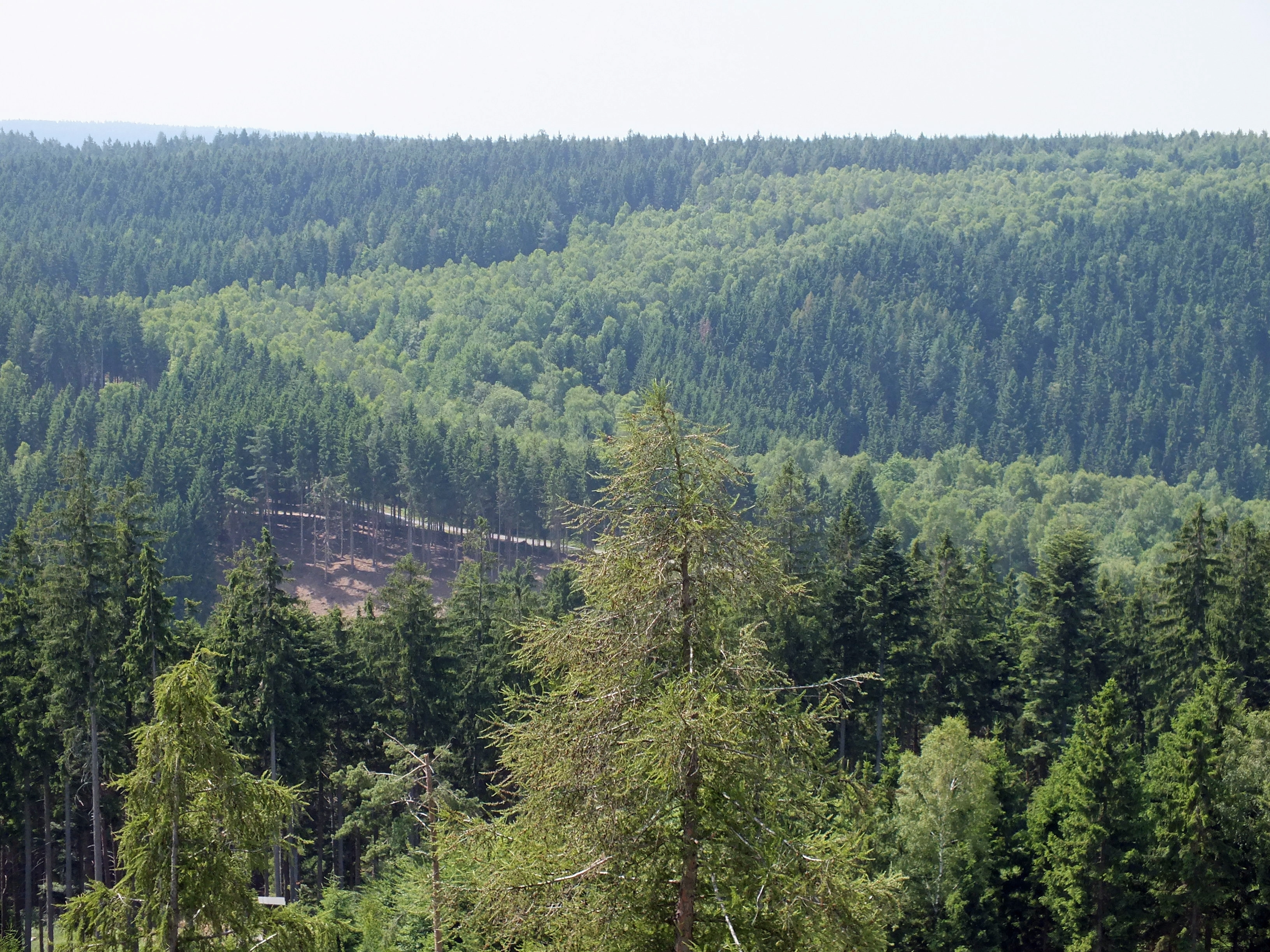
Ehemalige innerdeutsche Grenze – Grünes Band

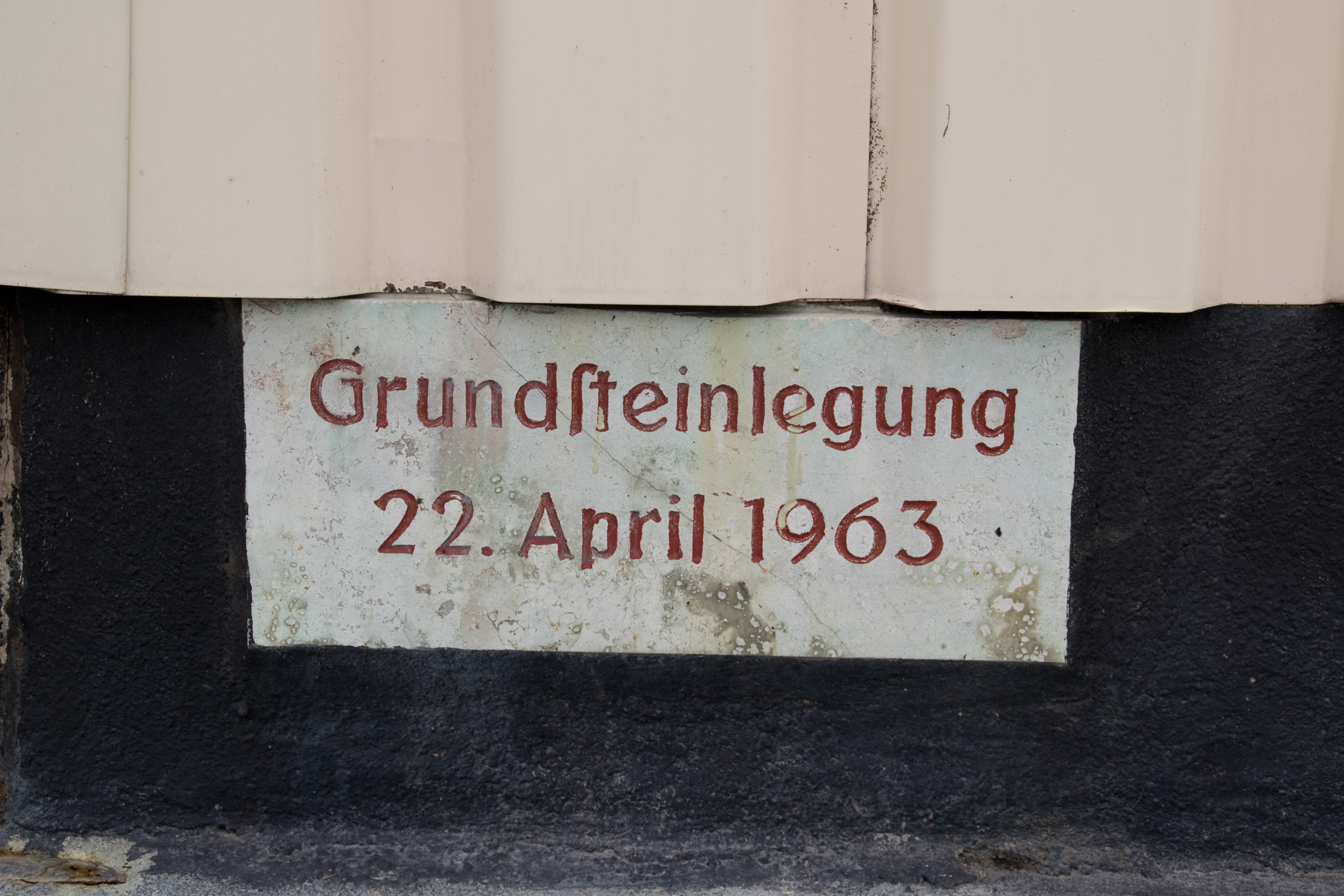
Hinweistafel zur Grundsteinlegung

Der Gemeinderat der zum damaligen Zeitpunkt noch selbstständigen Gemeinde Lauenstein (seit 1978 ein Gemeindeteil von Ludwigsstadt) beschloss am 13. Juli 1962 die Errichtung eines Aussichtsturms auf dem Ratzenberg, um dadurch den Tourismus zu beleben. Der Entwurf des Turms, für den Baukosten in Höhe von 75.000 DM veranschlagt waren, wurde im Oktober 1962 von Architekt Ludwig Feuerpfeil aus Ebersdorf vorgelegt. Die Grundsteinlegung erfolgte am 22. April 1963 durch Edgar Emmert, den damaligen Landrat des Landkreises Kronach. Errichtet wurde die 34,2 Tonnen schwere viereckige Stahlkonstruktion von der aus Probstzella stammenden und seit Ende des Zweiten Weltkriegs in Ludwigsstadt ansässigen Firma des Industriepioniers Franz Itting. Die tatsächlichen Baukosten – ohne den erst später erfolgten Innenausbau – beliefen sich auf 113.000 DM.
Die Einweihung des Turms erfolgte am 17. Juni 1963, dem damaligen Tag der deutschen Einheit, der an den Volksaufstand in der DDR am 17. Juni 1953 erinnern sollte. Festredner der Veranstaltung war Rainer Barzel, damals Bundesminister für gesamtdeutsche Fragen. Kurze Zeit nach der Eröffnung wurde auf der Aussichtsplattform ein großer Weihnachtsstern angebracht, der nachts beleuchtet wurde und Weihnachtsgrüße ins Thüringer Land schickte. Später wurde die Zufahrt zum Turm, der zunächst nur über Wald- und Feldwege erreichbar war, durch den Bau einer Umgehungsstraße um Lauenstein erleichtert.
Der Turm war ein Besuchermagnet für viele, die ins Thüringer Land schauen wollten, unter anderem auch ehemalige Bewohner der thüringischen Orte der Umgebung. Zu den prominenten Besuchern zählten Bundespräsident Heinrich Lübke (7. Oktober 1964), Herbert Wehner (17. Juni 1965), Vizekanzler Erich Mende und der Bundesminister für innerdeutsche Beziehungen, Heinrich Windelen (1983).
Vom Frühjahr 1993 bis März 1994 wurde der Turm umfangreichen Sanierungsarbeiten unterzogen, bei denen unter anderem die ursprünglich aus asbesthaltigen Faserzementplatten bestehende Verkleidung durch eine Blechkonstruktion ersetzt wurde. Die Kosten hierfür beliefen sich auf etwa 300.000 DM. Die Wiedereröffnung für Besucher erfolgte am 1. April 1994, offiziell wurde die Thüringer Warte der Öffentlichkeit mit einer Feierstunde am 14. Mai 1994 vorgestellt.
Weitere Sanierungsarbeiten erfolgten im Jahr 2012, als der marode gewordene Holzboden der Aussichtsplattform durch eine Blech- und Stahlkonstruktion ersetzt wurde. Die Kosten hierfür beliefen sich auf 16.500 Euro.
Im Inneren des Turms befindet sich eine Dauerausstellung über die innerdeutsche Grenze.

## Varia
Es gab von 1904/05 bis 1908/09 eine von der Elgersburger Ritterschaft herausgegebene Wochenzeitschrift für die Kunst und Wissenschaft als auch für die Wirtschaft der Region Thüringens, die den Titel „Thüringer Warte: Monatsschrift für die geistigen, künstlerischen und wirtschaftlichen Interessen Thüringens“ trug.